# Maceió (hidrografia)

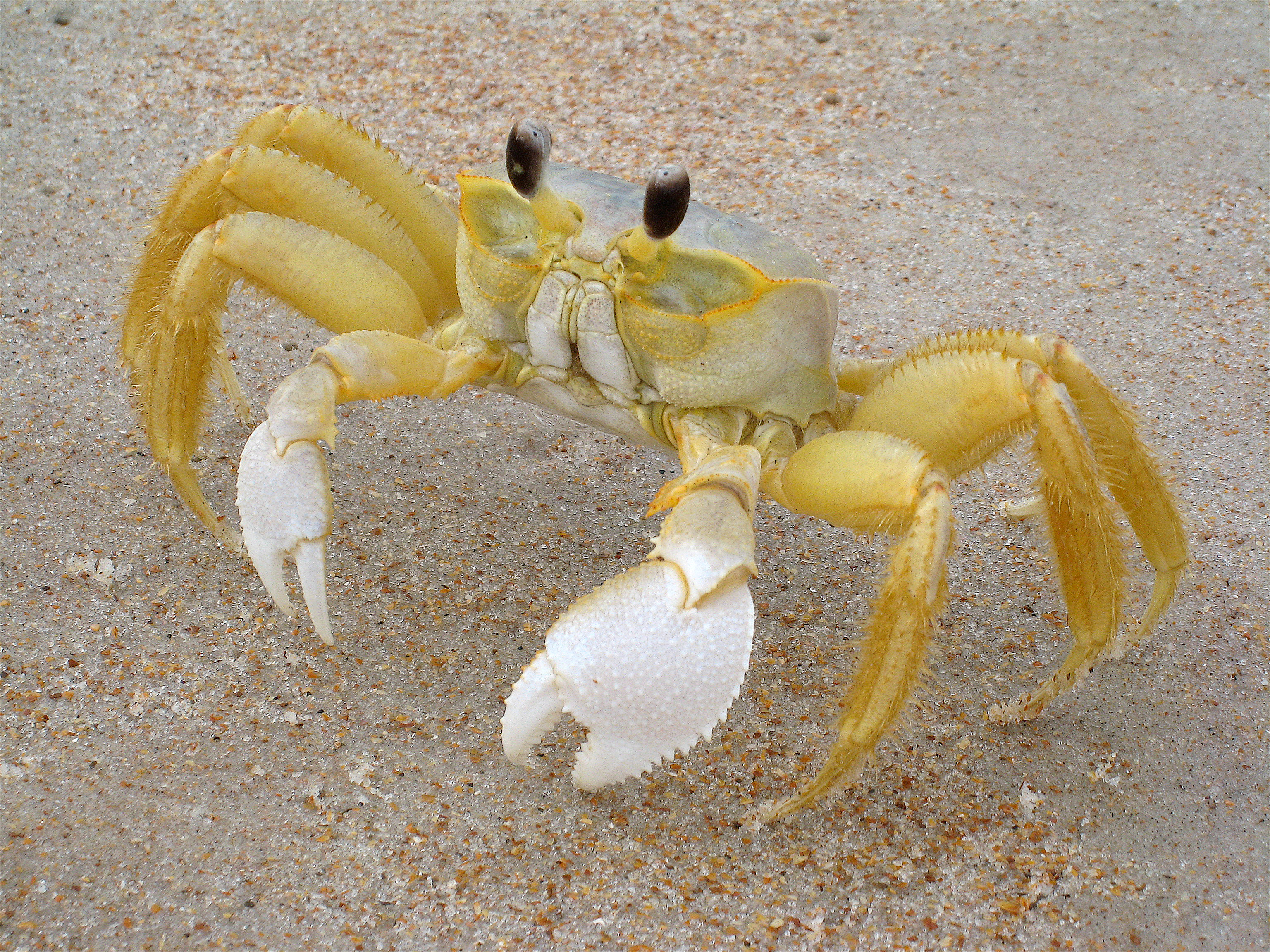
O caranguejo-maria-farinha é um típico habitante da área de maceiós.

Maceió é uma formação em que um rio, geralmente de pequeno porte nascido em platôs costeiros sedimentares, não apresenta caudal suficiente na maré baixa para romper a barra da foz com o mar, gerando uma zona intermediária lacustre temporária até que a maré alta venha a rompê-la. Tal ciclo se repete indefinidas vezes.
No Nordeste Oriental (principalmente entre Pernambuco, Paraíba e Rio Grande do Norte), o termo foi originalmente empregado para descrever o lagoeiro que se forma no litoral, por efeito das águas do mar nas grandes marés e também das águas de chuva.
No livro Roteiro sentimental de uma cidade, de Walfredo Rodrigues, há a seguinte citação:
Bem comuns em nossas praias são esses lagos, aos quais denominam de 'maceiós', sendo geralmente conhecidos pelas alcunhas dos seus proprietários. De acordo com o seu tamanho, também chamam-no de camboa.
Área geralmente pouco salubre, por conter águas represadas e com matéria orgânica em decomposição, sua fauna pode incluir crustáceos, roedores, répteis e ocasionalmente até mesmo mamíferos aquáticos, como o peixe-boi-marinho, que adentra a zona para se alimentar e se abrigar.
No Ceará, o termo “caponga” é utilizado para designar o mesmo tipo de lagoa litorânea.